# Mysmenopsis mexcala
Espèce
Mysmenopsis mexcala est une espèce d'araignées aranéomorphes de la famille des Mysmenidae.

## Distribution
Cette espèce est endémique du Guerrero au Mexique,.

## Description
Le mâle holotype mesure 1,1 mm.

## Étymologie
Son nom d'espèce lui a été donné en référence au lieu de sa découverte, Mexcala.

## Publication originale
- Gertsch, 1960 : Descriptions of American spiders of the family Symphytognathidae. American Museum novitates, no 1981, p. 1-40 (texte intégral).